# Néicer Reasco
Néicer Reasco (Esmeraldas, 23 juli 1977) is een voormalig Ecuadoraans profvoetballer. 

## Clubcarrière
Reasco is een verdediger die van zijn debuut in 1997 tot aan de zomer van 2006 uitkwam voor LDU Quito, met een klein uitstapje naar Newell's Old Boys in 2001. In totaal speelde hij 249 wedstrijden voor LDU Quito en werd hij met de club viermaal landskampioen. Na het WK voetbal 2006 werd hij gecontracteerd door São Paulo FC, waar hij de enige niet-Braziliaan in de selectie was. Reasco speelde namens LDU Quito mee in de finale van het WK voor clubteams in 2008, toen de ploeg uit Ecuador met 1-0 verloor van het Engelse Manchester United.

## Interlandcarrière
Reasco speelde zijn eerste interland op 14 oktober 1998 tegen Brazilië. Hij maakte deel uit van de selectie voor het WK voetbal 2006 en speelde in drie wedstrijden mee op dit WK. Tevens zat hij in de selectie voor de Copa America 2004 en 2007. Reasco speelde 57 interlands, waarin hij niet tot scoren kwam.
| WK-statistieken                | Club      | Positie    | W |   |   | D | A |   |   |   |
| ------------------------------ | --------- | ---------- | - | - | - | - | - | - | - | - |
| Ecuador op het WK voetbal 2006 | LDU Quito | Verdediger | 3 | 0 | 0 | 0 | 0 | 0 | 0 | 0 |

## Erelijst
LDU Quito
- Campeonato Ecuatoriano

1998, 1999, 2003, 2010
- Serie B

2001
- Copa Sudamericana

2009
- Recopa Sudamericana

2009, 2010
 São Paulo
- Série A

2006, 2007, 2008